# 1826 (numero)
Milleottocentoventisei (1826) è il numero naturale dopo il 1825 e prima del 1827.

## Proprietà matematiche
- È un numero pari.
- È un numero composto da 8 divisori: 1, 2, 11, 22, 83, 166, 913, 1826. Poiché la somma dei suoi divisori (escluso il numero stesso) è 1198 < 1826, è un numero difettivo.
- È un numero sfenico.
- È un numero intero privo di quadrati.
- È un numero odioso.
- È parte delle terne pitagoriche (1826, 6768, 7010), (1826, 9960, 10126), (1826, 75768, 75790), (1826, 833568, 833570).

## Astronomia
- 1826 Miller è un asteroide della fascia principale del sistema solare.
- NGC 1826 è un ammasso stellare nella costellazione del Dorado.

## Astronautica
- Cosmos 1826 è un satellite artificiale russo.